# فیلادلفیا (نیویورک)
فیلادلفیا (نیویورک) (به انگلیسی: Philadelphia) یک منطقهٔ مسکونی در ایالات متحده آمریکا است که در شهرستان جفرسون، نیویورک واقع شده‌است. فیلادلفیا ۱٬۹۴۷ نفر جمعیت دارد.